# Формула-1 — Чемпіонат 2022
Формула-1 2022 року —  сезон чемпіонату світу з автоперегонів у класі Формула-1, який проводився під егідою FIA. Чемпіонат проводився у період з березня по листопад та складався з 22 Гран-прі. Сезон розпочався з Гран-прі Бахрейну 20 березня та закінчився на Гран-прі Абу-Дабі 20 листопада. Чемпіонат було заплановано завершити раніше, ніж в попередні роки, щоб уникнути перетину з чемпіонатом світу з футболу.
В новому сезоні були внесені суттєві зміни до технічного регламенту. Ці зміни планувалося ввести у 2021 році, але були відкладені до 2022 року у зв'язку з пандемією COVID-19. Макс Ферстаппен, який розпочав чемпіонат в статусі чинного чемпіона, здобув свій другий титул 9 жовтня 2022 року на Гран-прі Японії. Його команда, Red Bull Racing, здобула свій п'ятий кубок конструкторів та перший після 2013 року на Гран-прі США. Команда Mercedes розпочала чемпіонат в статусі чинних чемпіонів та посіла третє місце в підсумку.

## Команди та пілоти
Наступні команди та пілоти, які мають контракт на участь у Чемпіонаті світу 2022 року. Постачальник шин для всіх команд — Pirelli.
| Команда                               | Конструктор                  | Шасі   | Двигун              | Пілот   | Пілот                                          | Пілот        |
| Команда                               | Конструктор                  | Шасі   | Двигун              | №       | Ім'я пілота                                    | Гран-прі     |
| ------------------------------------- | ---------------------------- | ------ | ------------------- | ------- | ---------------------------------------------- | ------------ |
| Alfa Romeo F1 Team Orlen              | Alfa Romeo-Ferrari           | C42    | Ferrari 066/7       | 24 77   | Чжоу Гуаньюй Вальттері Боттас                  | Всі          |
| Scuderia AlphaTauri                   | AlphaTauri-RBPT              | AT03   | Red Bull RBPTH001   | 10 22   | П'єр Гаслі Юкі Цунода                          | Всі          |
| BWT Alpine F1 Team                    | Alpine-Renault               | A522   | Renault E-Tech RE22 | 14 31   | Фернандо Алонсо Естебан Окон                   | Всі          |
| Aston Martin Aramco Cognizant F1 Team | Aston Martin Aramco-Mercedes | AMR22  | Mercedes-AMG F1 M13 | 5 18 27 | Себастьян Феттель Ленс Стролл Ніко Гюлькенберг | 3–22 Всі 1–2 |
| Scuderia Ferrari                      | Ferrari                      | F1-75  | Ferrari 066/7       | 16 55   | Шарль Леклер Карлос Сайнс мол.                 | Всі          |
| Haas F1 Team                          | Haas-Ferrari                 | VF-22  | Ferrari 066/7       | 20 47   | Кевін Магнуссен Мік Шумахер                    | Всі          |
| McLaren F1 Team                       | McLaren-Mercedes             | MCL36  | Mercedes-AMG F1 M13 | 3 4     | Данієль Ріккардо Ландо Норріс                  | Всі          |
| Mercedes-AMG Petronas F1 Team         | Mercedes                     | F1 W13 | Mercedes-AMG F1 M13 | 44 63   | Льюїс Гамільтон Джордж Расселл                 | Всі          |
| Oracle Red Bull Racing                | Red Bull Racing-RBPT         | RB18   | Red Bull RBPTH001   | 1 11    | Макс Ферстаппен Серхіо Перес                   | Всі          |
| Williams Racing                       | Williams-Mercedes            | FW44   | Mercedes-AMG F1 M13 | 6 23 45 | Ніколас Латіфі Александр Албон Нік де Вріс     | Всі 16       |
| Джерела:                              |                              |        |                     |         |                                                |              |

### Зміни в командах
Honda оголосила, що не буде поставляти силові агрегати після 2021 року. З 2018 року компанія надавала силові агрегати Scuderia AlphaTauri (раніше Scuderia Toro Rosso), а з 2019 року — Red Bull Racing. Перед початком сезону Red Bull Racing перейняла програму двигунів Honda і створила підрозділ Red Bull Powertrains. Рішення було прийнято після переговорів про замороження розвитку двигунів до 2025 року. В Red Bull Racing повідомили, що команда покинула б чемпіонат, якби замороження розвитку двигунів не було погоджено, оскільки вони не могли розробити абсолютно новий двигун.

### Зміни у складах команд
Перед Гран-прі Нідерландів 2021 року Кімі Ряйкконен оголосив про свій намір піти на пенсію після закінчення чемпіонату, завершивши кар'єру у Формулі-1 після 19 сезонів. Місце Ряйкконена в Alfa Romeo зайняв Вальттері Боттас, який покинув Mercedes наприкінці 2021 року. Джордж Расселл замінив Боттаса, звільнивши своє місце у Williams, яке зайняв колишній гонщик Red Bull Racing Александр Албон.
Пілот Формули-2 Чжоу Гуаньюй перейшов у Формулу-1 та приєднався до команди Alfa Romeo замість Антоніо Джовінацці, який покинув команду в кінці 2021 року. Чжоу став першим китайським гонщиком у Формулі-1.
Спочатку Микита Мазепін повинен був виступати за Haas другий рік поспіль. Після вторгнення Росії в Україну та скасування титульного спонсорства Uralkali його контракт було розірвано. Його замінив Кевін Магнуссен, який востаннє виступав у 2020 році з цією ж командою.

#### Зміни протягом сезону
Напередодні Гран-прі Бахрейну Себастьян Феттель захворів на коронавірус. Його замінив резервний пілот Ніко Гюлькенберг, який востаннє виступав на Гран-прі Айфеля 2020 року за колишню команду Racing Point. Гюлькенберг також замінив Феттеля на наступному Гран-прі Саудівської Аравії.
Під час вікенду на Гран-прі Італії Александр Албон був змушений відмовитись від участі в гонці через апендицит. В команді Williams його замінив резервний пілот Mercedes і гонщик Формули Е Нік де Вріс, для якого це стало дебютом у Формулі-1.

## Зміни регламенту

### Регулювання перегонів
Майкла Масі, який обіймав посаду гоночного директора після смерті Чарлі Вайтінга в 2019 році, було знято з посади після розслідування Гран-прі Абу-Дабі 2021 року. У рамках реструктуризації контролю за перегонами Масі був замінений колишнім гоночним директором DTM Нільсом Віттіхом і гоночним директором WEC Едуардо Фрейтасом. Вони виконують роль гоночного директора по черзі. Гербі Блеш, колишній заступник Вайтінга, був призначений постійним старшим радником гоночного директора.
FIA запровадила нову систему віртуального контролю перегонів, схожу на відеоасистент арбітра у футболі, а також заборону на спілкування команд з офіційними особами перегонів для впливу на їх рішення. Радіо між командами та офіційними представниками FIA також більше не транслюється по телебаченню в цілях безпеки. Процедура повернення гонщиків в коло з лідерами була переглянута Спортивним консультативним комітетом Формули-1 після суперечки щодо Гран-прі Абу-Дабі 2021 року та представлено до початку сезону.

### Технічний регламент
Технічний регламент було кардинально змінено до чемпіонату світу 2022 року. Ці зміни планувалося запровадити у 2021 році, а команди розробляли свої автомобілі протягом 2020 року. Запровадження нових правил було відкладено до наступного сезону через пандемію COVID-19. Після оголошення про затримку командам було заборонено проводити будь-які розробки своїх автомобілів 2022 року протягом 2020 календарного року. Перед початком сезону FIA заявила, що очікує, що відставання болідів між найшвидшими та найповільнішими командами в пелотоні скоротиться вдвічі порівняно з 2021 роком.
З пілотами були проведені консультації щодо введення нових змін до технічного регламенту, які навмисно були створені як обмежувальні для запобігання розробки радикальних рішень, що здатні обмежувати можливість пілотів здійснювати обгони. FIA створила спеціальну робочу групу, якій було поставлено завдання виявити та закрити лазівки в правилах до їх публікації. Усунення лазівок, теоретично, не дозволить одній команді розробити домінуючий автомобіль і дозволить створити більш тісну конкуренцію між командами, одночасно покращуючи естетичний вигляд болідів. Ця філософія була основною метою нових правил. Дизайнер автомобілів Red Bull Едріан Ньюї зазначив, що нові зміни в регламенті стали найбільш значними у Формулі-1 з сезону 1983 року.

### Спортивний регламент

#### Система нарахування очок в спринті
Після того, як у 2021 році формат вперше випробували під назвою «спринтерська кваліфікація», він повернувся також і в цьому чемпіонаті під назвою «спринт». Формат вікенду залишиться незмінним з 2021 року і проводитиметься на Гран-прі Емілії-Романьї, Австрії та Сан-Паулу, при цьому очки тепер присуджуються першим вісьмом пілотам, які фінішували, а не трьом, як це було у 2021 році. На відміну від попереднього сезону, гонщик, який встановить найшвидший час у кваліфікації, буде зарахований як офіційний поулсіттер, а переможець спринту й надалі матиме право розпочати Гран-прі з першого місця на стартовій решітці.

#### Система нарахування очок в скорочених гонках
Після суперечок навколо нарахування очок на Гран-прі Бельгії 2021 року критерії, необхідні для нарахування очок за незавершені Гран-прі, були змінені. Вимоги, затверджені Всесвітньою радою з автоспорту, були змінені таким чином:
- Очки не нараховуються, якщо не було пройдено мінімум два кола за умов зеленого прапора.
- Якщо пройдено два або більше кіл, але менше 25% від запланованої дистанції гонки, очки нараховуються за системою 6–4–3–2–1 найкращим 5-и гонщикам.
- Якщо пройдено 25–50 % запланованої дистанції гонки, очки нараховуються за системою 13–10–8–6–5–4–3–2–1 найкращим 9-и гонщикам.
- Якщо пройдено 50 %–75 % запланованої дистанції гонки, очки нараховуються за системою 19–14–12–10–8–6–4–3–2–1 для топ-10.
- Якщо пройдено більше 75 % запланованої дистанції гонки, очки нараховуються повністю.

Попередні критерії діяли понад 40 років до зміни, востаннє змінювалися деякий час між сезонами 1977 та 1980 років.
Крім того, очко за найшвидше коло тепер присуджується лише за умови проходження мінімум 50 % запланованої дистанції гонки.

#### Процедури та протоколи автомобіля безпеки
У світлі суперечок навколо автомобіля безпеки на Гран-прі Абу-Дабі 2021 року процедури рестарту гонки після автомобіля безпеки були змінені. Замість того, щоб чекати, поки пройде коло після того, як останній болід поверненться в коло з лідером, автомобіль безпеки тепер буде відкликано через одне коло після того, як було дано вказівку про те, що колові пілоти, можуть повернутись в одне коло з лідером. Крім того, було змінено формулювання регламенту, і тепер зазначено, що «всім» автомобілям, а не «будь-яким» буде дозволено випередити лідера, якщо гоночний директор вважатиме це безпечним.
Починаючи з Гран-прі Австралії, FIA почала забороняти види тактики, яку використовував Макс Ферстаппен під час останнього рестарту гонки після автомобіля безпеки на Гран-прі Абу-Дабі 2021 року та під час наступних рестартів в перших двох раундах чемпіонату, на Гран-прі Бахрейну і Саудівської Аравії, де він агресивно прискорювався, гальмував і тягнувся з іншою машиною під час рестарту, намагаючись отримати тактичну перевагу над суперниками. Очікується, що під час перезапуску гонки пілоти будуть їхати стабільно.

#### Вибір шин на старт гонки
Правило, яке діяло з 2014 року і вимагало, щоб гонщики, які пройшли до третього сегмента кваліфікації, розпочинали гонку на шинах, які використовували для встановлення найшвидшого часу в другому сегменті кваліфікації, було скасовано. Тепер усі гонщики мають вільний вибір стартової гуми для гонки в неділю.

## Календар
Календар на 2022 рік складається з двадцяти двох Гран-прі, за умови дозвільних правил щодо COVID-19, встановлених місцевими органами влади та Formula One Group.
| №        | Гран-прі                    | Траса                                              | Дата         |
| -------- | --------------------------- | -------------------------------------------------- | ------------ |
| 1        | Гран-прі Бахрейну           | Міжнародний автодром Бахрейну, Сахір               | 20 березня   |
| 2        | Гран-прі Саудівської Аравії | Міська траса Джидда, Джидда                        | 27 березня   |
| 3        | Гран-прі Австралії          | Альберт-Парк, Мельбурн                             | 10 квітня    |
| 4        | Гран-прі Емілії-Романьї     | Автодром Енцо та Діно Феррарі, Імола               | 24 квітня    |
| 5        | Гран-прі Маямі              | Міжнародний автодром Маямі, Маямі-Ґарденс, Флорида | 8 травня     |
| 6        | Гран-прі Іспанії            | Каталунья, Барселона                               | 22 травня    |
| 7        | Гран-прі Монако             | Міська траса Монте-Карло, Монте-Карло              | 29 травня    |
| 8        | Гран-прі Азербайджану       | Вулична траса Баку, Баку                           | 12 червня    |
| 9        | Гран-прі Канади             | Автодром імені Жиля Вільнева, Монреаль             | 19 червня    |
| 10       | Гран-прі Великої Британії   | Автодром Сільверстоун, Сільверстоун                | 3 липня      |
| 11       | Гран-прі Австрії            | Ред Бул Ринг, Шпільберг                            | 10 липня     |
| 12       | Гран-прі Франції            | Поль Рікар, Ле-Кастелле                            | 24 липня     |
| 13       | Гран-прі Угорщини           | Хунгароринг, Будапешт                              | 31 липня     |
| 14       | Гран-прі Бельгії            | Спа-Франкоршам, Спа                                | 28 серпня    |
| 15       | Гран-прі Нідерландів        | Траса Зандвоорт, Зандтворт                         | 4 вересня    |
| 16       | Гран-прі Італії             | Автодром Монца, Монца                              | 11 вересня   |
| 17       | Гран-прі Сінгапуру          | Міський автодром Марина Бей, Сінгапур              | 2 жовтня     |
| 18       | Гран-прі Японії             | Судзука, Судзука                                   | 9 жовтня     |
| 19       | Гран-прі США                | Траса Америк, Остін (Техас)                        | 23 жовтня    |
| 20       | Гран-прі Мехіко             | Автодром імені братів Родрігес, Мехіко             | 30 жовтня    |
| 21       | Гран-прі Сан-Паулу          | Інтерлагос, Сан-Паулу                              | 13 листопада |
| 22       | Гран-прі Абу-Дабі           | Яс-Марина, Абу-Дабі                                | 20 листопада |
| Джерела: |                             |                                                    |              |

### Розширення календаря та зміни
- Гран-прі Австралії, Канади, Японії та Сінгапуру повернулися до календаря після дворічної відсутності через пандемію COVID-19.[40]
- Заплановано дебют Гран-прі Маямі, гонка відбудеться на Міжнародному автодромі Маямі в Маямі-Ґарденс, Флорида.[43]
- Гран-прі Португалії, Штирії та Туреччини не потрапили до переліку гонок 2022 року. Вони були спеціально додані до календаря сезону 2021 року у зв'язку з пандемію COVID-19, щоб забезпечити проведення якомога більшої кількості гонок.[40]
- Гран-прі Катару, який дебютував у чемпіонаті 2021 року на Міжнародній трасі Лусаїл, відсутній у календарі 2022 року. Повернення Гран-прі заплановано в 2023 році на новій спеціально побудованій трасі після однорічної перерви, під час якої країна зосередиться на проведенні Чемпіонату світу з футболу.[40][44]
- Гран-прі Китаю мало відбутись в 2022 році згідно з контрактом,[45] але не було включено в календар через обмеження на поїздки в Китай, пов’язані з пандемією COVID-19.[41] Гран-прі має повернутися в чемпіонат 2023 року.[46]
- Гран-прі Росії на Автодромі Сочі, яке мало відбутися 25 вересня як 17-й тур чемпіонату, спочатку було виключено з календаря у відповідь на вторгнення Росії в Україну,[47] а потім остаточно скасовано.[48] Гран-прі мало бути замінене,[42] але згодом від цього відмовились.[49]

## Результати та положення в заліках

### Гран-прі
| №        | Гран-прі                    | Поул-позиція      | Швидке коло       | Переможець        | Конструктор          | Звіт |
| -------- | --------------------------- | ----------------- | ----------------- | ----------------- | -------------------- | ---- |
| 1        | Гран-прі Бахрейну           | Шарль Леклер      | Шарль Леклер      | Шарль Леклер      | Ferrari              | Звіт |
| 2        | Гран-прі Саудівської Аравії | Серхіо Перес      | Шарль Леклер      | Макс Ферстаппен   | Red Bull Racing-RBPT | Звіт |
| 3        | Гран-прі Австралії          | Шарль Леклер      | Шарль Леклер      | Шарль Леклер      | Ferrari              | Звіт |
| 4        | Гран-прі Емілії-Романьї     | Макс Ферстаппен   | Макс Ферстаппен   | Макс Ферстаппен   | Red Bull Racing-RBPT | Звіт |
| 5        | Гран-прі Маямі              | Шарль Леклер      | Макс Ферстаппен   | Макс Ферстаппен   | Red Bull Racing-RBPT | Звіт |
| 6        | Гран-прі Іспанії            | Шарль Леклер      | Серхіо Перес      | Макс Ферстаппен   | Red Bull Racing-RBPT | Звіт |
| 7        | Гран-прі Монако             | Шарль Леклер      | Ландо Норріс      | Серхіо Перес      | Red Bull Racing-RBPT | Звіт |
| 8        | Гран-прі Азербайджану       | Шарль Леклер      | Серхіо Перес      | Макс Ферстаппен   | Red Bull Racing-RBPT | Звіт |
| 9        | Гран-прі Канади             | Макс Ферстаппен   | Карлос Сайнс мол. | Макс Ферстаппен   | Red Bull Racing-RBPT | Звіт |
| 10       | Гран-прі Великої Британії   | Карлос Сайнс мол. | Льюїс Гамільтон   | Карлос Сайнс мол. | Ferrari              | Звіт |
| 11       | Гран-прі Австрії            | Макс Ферстаппен   | Макс Ферстаппен   | Шарль Леклер      | Ferrari              | Звіт |
| 12       | Гран-прі Франції            | Шарль Леклер      | Карлос Сайнс мол. | Макс Ферстаппен   | Red Bull Racing-RBPT | Звіт |
| 13       | Гран-прі Угорщини           | Джордж Расселл    | Льюїс Гамільтон   | Макс Ферстаппен   | Red Bull Racing-RBPT | Звіт |
| 14       | Гран-прі Бельгії            | Карлос Сайнс мол. | Макс Ферстаппен   | Макс Ферстаппен   | Red Bull Racing-RBPT | Звіт |
| 15       | Гран-прі Нідерландів        | Макс Ферстаппен   | Макс Ферстаппен   | Макс Ферстаппен   | Red Bull Racing-RBPT | Звіт |
| 16       | Гран-прі Італії             | Шарль Леклер      | Серхіо Перес      | Макс Ферстаппен   | Red Bull Racing-RBPT | Звіт |
| 17       | Гран-прі Сінгапуру          | Шарль Леклер      | Джордж Расселл    | Серхіо Перес      | Red Bull Racing-RBPT | Звіт |
| 18       | Гран-прі Японії             | Макс Ферстаппен   | Чжоу Гуаньюй      | Макс Ферстаппен   | Red Bull Racing-RBPT | Звіт |
| 19       | Гран-прі США                | Карлос Сайнс мол. | Джордж Расселл    | Макс Ферстаппен   | Red Bull Racing-RBPT | Звіт |
| 20       | Гран-прі Мехіко             | Макс Ферстаппен   | Джордж Расселл    | Макс Ферстаппен   | Red Bull Racing-RBPT | Звіт |
| 21       | Гран-прі Сан-Паулу          | Кевін Магнуссен   | Джордж Расселл    | Джордж Расселл    | Mercedes             | Звіт |
| 22       | Гран-прі Абу-Дабі           | Макс Ферстаппен   | Ландо Норріс      | Макс Ферстаппен   | Red Bull Racing-RBPT | Звіт |
| Джерела: |                             |                   |                   |                   |                      |      |

### Пілоти
Очки отримують пілоти, які фінішували у першій десятці. Також 1 очко здобуває пілот, який показав найшвидше коло і фінішував в першій десятці. В спринт кваліфікації очки нараховуються першим восьми пілотам. У разі однакової кількості очок, пілот з найбільшою кількістю перших місць оцінюється вище. Якщо кількість перших місць однакова, то враховується кількість других місць і так далі. Якщо ця процедура не дає результату, FIA визначить переможця за такими критеріями, які вважатиме за потрібне. Очки нараховуються за кожну гонку за такою системою:
| Позиція             | 1-ша | 2-га | 3-тя | 4-та | 5-та | 6-та | 7-ма | 8-ма | 9-та | 10-та | НК |
| Гран-прі            | 25   | 18   | 15   | 12   | 10   | 8    | 6    | 4    | 2    | 1     | 1  |
| Спринт кваліфікація | 8    | 7    | 6    | 5    | 4    | 3    | 2    | 1    |      |       |    |

| Поз.     | Пілот             | БАХ  | САУ  | АВС  | ЕМІ   | МАЯ  | ІСП  | МОН  | АЗЕ  | КАН  | ВЕЛ  | АВТ   | ФРА  | УГО | БЕЛ  | НІД  | ІТА  | СІН  | ЯПО  | США  | МЕХ  | САП   | АБУ  | Очки |
| -------- | ----------------- | ---- | ---- | ---- | ----- | ---- | ---- | ---- | ---- | ---- | ---- | ----- | ---- | --- | ---- | ---- | ---- | ---- | ---- | ---- | ---- | ----- | ---- | ---- |
| 1        | Макс Ферстаппен   | 19   | 1    | Схід | 1     | 1    | 1    | 3    | 1    | 1    | 7    | 21    | 1    | 1   | 1    | 1    | 1    | 7    | 1    | 1    | 1    | 64    | 1    | 454  |
| 2        | Шарль Леклер      | 1    | 2    | 1    | 62    | 2    | Схід | 4    | Схід | 5    | 4    | 12    | Схід | 6   | 6    | 3    | 2    | 2    | 3    | 3    | 6    | 46    | 2    | 308  |
| 3        | Серхіо Перес      | 18   | 4    | 2    | 23    | 4    | 2    | 1    | 2    | Схід | 2    | Схід5 | 4    | 5   | 2    | 5    | 6    | 1    | 2    | 4    | 3    | 75    | 3    | 305  |
| 4        | Джордж Расселл    | 4    | 5    | 3    | 4     | 5    | 3    | 5    | 3    | 4    | Схід | 4     | 3    | 3   | 4    | 2    | 3    | 14   | 8    | 5    | 4    | 1     | 5    | 275  |
| 5        | Карлос Сайнс мол. | 2    | 3    | Схід | Схід4 | 3    | 4    | 2    | Схід | 2    | 1    | Схід3 | 5    | 4   | 3    | 8    | 4    | 3    | Схід | Схід | 5    | 32    | 4    | 246  |
| 6        | Льюїс Гамільтон   | 3    | 10   | 4    | 13    | 6    | 5    | 8    | 4    | 3    | 3    | 38    | 2    | 2   | Схід | 4    | 5    | 9    | 5    | 2    | 2    | 23    | 18   | 240  |
| 7        | Ландо Норріс      | 15   | 7    | 5    | 35    | Схід | 8    | 6    | 9    | 15   | 6    | 7     | 7    | 7   | 12   | 7    | 7    | 4    | 10   | 6    | 9    | Схід7 | 6    | 122  |
| 8        | Естебан Окон      | 7    | 6    | 7    | 14    | 8    | 7    | 12   | 10   | 6    | Схід | 56    | 8    | 9   | 7    | 9    | 11   | Схід | 4    | 11   | 8    | 8     | 7    | 92   |
| 9        | Фернандо Алонсо   | 9    | Схід | 17   | Схід  | 11   | 9    | 7    | 7    | 9    | 5    | 10    | 6    | 8   | 5    | 6    | Схід | Схід | 7    | 7    | 19   | 5     | Схід | 81   |
| 10       | Вальттері Боттас  | 6    | Схід | 8    | 57    | 7    | 6    | 9    | 11   | 7    | Схід | 11    | 14   | 20  | Схід | Схід | 13   | 11   | 15   | Схід | 10   | 9     | 15   | 49   |
| 11       | Данієль Ріккардо  | 14   | Схід | 6    | 186   | 13   | 12   | 13   | 8    | 11   | 13   | 9     | 9    | 15  | 15   | 17   | Схід | 5    | 11   | 16   | 7    | Схід  | 9    | 37   |
| 12       | Себастьян Феттель |      |      | Схід | 8     | 17†  | 11   | 10   | 6    | 12   | 9    | 17    | 11   | 10  | 8    | 14   | Схід | 8    | 6    | 8    | 14   | 11    | 10   | 37   |
| 13       | Кевін Магнуссен   | 5    | 9    | 14   | 98    | 16†  | 17   | Схід | Схід | 17   | 10   | 87    | Схід | 16  | 16   | 15   | 16   | 12   | 14   | 9    | 17   | Схід8 | 17   | 25   |
| 14       | П'єр Гаслі        | Схід | 8    | 9    | 12    | Схід | 13   | 11   | 5    | 14   | Схід | 15    | 12   | 12  | 9    | 11   | 8    | 10   | 18   | 14   | 11   | 14    | 14   | 23   |
| 15       | Ленс Стролл       | 12   | 13   | 12   | 10    | 10   | 15   | 14   | 16   | 10   | 11   | 13    | 10   | 11  | 11   | 10   | Схід | 6    | 12   | Схід | 15   | 10    | 8    | 18   |
| 16       | Мік Шумахер       | 11   | Т    | 13   | 17    | 15   | 14   | Схід | 14   | Схід | 8    | 6     | 15   | 14  | 17   | 13   | 12   | 13   | 17   | 15   | 16   | 13    | 16   | 12   |
| 17       | Юкі Цунода        | 8    | НС   | 15   | 7     | 12   | 10   | 17   | 13   | Схід | 14   | 16    | Схід | 19  | 13   | Схід | 14   | Схід | 13   | 10   | Схід | 17    | 11   | 12   |
| 18       | Чжоу Гуаньюй      | 10   | 11   | 11   | 15    | Схід | Схід | 16   | Схід | 8    | Схід | 14    | 16   | 13  | 14   | 16   | 10   | Схід | 16   | 12   | 13   | 12    | 12   | 6    |
| 19       | Александр Албон   | 13   | 14   | 10   | 11    | 9    | 18   | Схід | 12   | 13   | Схід | 12    | 13   | 17  | 10   | 12   | Т    | Схід | Схід | 13   | 12   | 15    | 13   | 4    |
| 20       | Ніколас Латіфі    | 16   | Схід | 16   | 16    | 14   | 16   | 15   | 15   | 16   | 12   | Схід  | Схід | 18  | 18   | 18   | 15   | Схід | 9    | 17   | 18   | 16    | 19   | 2    |
| 21       | Нік де Фріз       |      |      |      |       |      |      |      |      |      |      |       |      |     |      |      | 9    |      |      |      |      |       |      | 2    |
| 22       | Ніко Гюлькенберг  | 17   | 12   |      |       |      |      |      |      |      |      |       |      |     |      |      |      |      |      |      |      |       |      | 0    |
| Поз.     | Пілот             | БАХ  | САУ  | АВС  | ЕМІ   | МАЯ  | ІСП  | МОН  | АЗЕ  | КАН  | ВЕЛ  | АВТ   | ФРА  | УГО | БЕЛ  | НІД  | ІТА  | СІН  | ЯПО  | США  | МЕХ  | САП   | АБУ  | Очки |
| Джерело: |                   |      |      |      |       |      |      |      |      |      |      |       |      |     |      |      |      |      |      |      |      |       |      |      |

| Приклад                  | Опис                                                              |
| ------------------------ | ----------------------------------------------------------------- |
| 1                        | Переможець                                                        |
| 2                        | Друге місце                                                       |
| 3                        | Третє місце                                                       |
| 5                        | Фінішував у очковій зоні                                          |
| 12                       | Фінішував поза очковою зоною                                      |
| НКЛ                      | Фінішував, але не класифікований                                  |
| Схід                     | Не фінішував і не класифікований                                  |
| НКВ                      | Не кваліфікований                                                 |
| НПКВ                     | Не передкваліфікований                                            |
| ДСК                      | Дискваліфікований                                                 |
| тест                     | Тестер по п'ятницях                                               |
| НС                       | Брав участь у Гран-прі як бойовий пілот, але не стартував у гонці |
| Т                        | Травмований чи хворий                                             |
| Викл                     | Виключений із протоколу                                           |
| Від                      | Відмова від участі                                                |
| НТР                      | Не брав участі в тренуваннях                                      |
| НПР                      | Не прибув на Гран-прі                                             |
| С                        | Гонка скасована                                                   |
|                          | Не брав участі                                                    |
| Жирний шрифт             | Поул-позиція                                                      |
| Курсив                   | Найшвидше коло                                                    |
| Числоу верхньому індексі | Позиція в спринті, що передбачає нарахування очок                 |

Примітки:
- — Пілоти, що не фінішували на гран-прі, але були класифіковані, оскільки подолали понад 90 % дистанції.

### Конструктори
| Поз.     | Конструктор        | БАХ  | САУ  | АВС  | ЕМІ   | МАЯ  | ІСП  | МОН  | АЗЕ  | КАН  | ВЕЛ  | АВТ   | ФРА  | УГО | БЕЛ  | НІД  | ІТА  | СІН  | ЯПО  | США  | МЕХ  | САП   | АБУ  | Очки |
| -------- | ------------------ | ---- | ---- | ---- | ----- | ---- | ---- | ---- | ---- | ---- | ---- | ----- | ---- | --- | ---- | ---- | ---- | ---- | ---- | ---- | ---- | ----- | ---- | ---- |
| 1        | Red Bull Racing    | 18   | 1    | 2    | 1     | 1    | 1    | 1    | 1    | 1    | 2    | 21    | 1    | 1   | 1    | 1    | 1    | 1    | 1    | 1    | 1    | 64    | 1    | 759  |
| 1        | Red Bull Racing    | 19   | 4    | Схід | 23    | 4    | 2    | 3    | 2    | Схід | 7    | Схід5 | 4    | 5   | 2    | 5    | 6    | 7    | 2    | 4    | 3    | 75    | 3    | 759  |
| 2        | Ferrari            | 1    | 2    | 1    | 62    | 2    | 4    | 2    | Схід | 2    | 1    | 12    | 5    | 4   | 3    | 3    | 2    | 2    | 3    | 3    | 5    | 32    | 2    | 554  |
| 2        | Ferrari            | 2    | 3    | Схід | Схід4 | 3    | Схід | 4    | Схід | 5    | 4    | Схід3 | Схід | 6   | 6    | 8    | 4    | 3    | Схід | Схід | 6    | 46    | 4    | 554  |
| 3        | Mercedes           | 3    | 5    | 3    | 4     | 5    | 3    | 5    | 3    | 3    | 3    | 38    | 2    | 2   | 4    | 2    | 3    | 9    | 5    | 2    | 2    | 1     | 5    | 515  |
| 3        | Mercedes           | 4    | 10   | 4    | 13    | 6    | 5    | 8    | 4    | 4    | Схід | 4     | 3    | 3   | Схід | 4    | 5    | 14   | 8    | 5    | 4    | 23    | 18   | 515  |
| 4        | Alpine             | 7    | 6    | 7    | 14    | 8    | 7    | 7    | 7    | 6    | 5    | 56    | 6    | 8   | 5    | 6    | 11   | Схід | 4    | 7    | 8    | 5     | 7    | 173  |
| 4        | Alpine             | 9    | Схід | 17   | Схід  | 11   | 9    | 12   | 10   | 9    | Схід | 10    | 8    | 9   | 7    | 9    | Схід | Схід | 7    | 11   | 19   | 8     | Схід | 173  |
| 5        | McLaren            | 14   | 7    | 5    | 35    | 13   | 8    | 6    | 8    | 11   | 6    | 7     | 7    | 7   | 12   | 7    | 7    | 4    | 10   | 6    | 7    | Схід7 | 6    | 159  |
| 5        | McLaren            | 15   | Схід | 6    | 186   | Схід | 12   | 13   | 9    | 15   | 13   | 9     | 9    | 15  | 15   | 17   | Схід | 5    | 11   | 16   | 9    | Схід  | 9    | 159  |
| 6        | Alfa Romeo-Ferrari | 6    | 11   | 8    | 57    | 7    | 6    | 9    | 11   | 7    | Схід | 11    | 14   | 13  | 14   | 16   | 10   | 11   | 15   | 12   | 10   | 9     | 12   | 55   |
| 6        | Alfa Romeo-Ferrari | 10   | Схід | 11   | 15    | Схід | Схід | 16   | Схід | 8    | Схід | 14    | 16   | 20  | Схід | Схід | 13   | Схід | 16   | Схід | 13   | 12    | 15   | 55   |
| 7        | Aston Martin       | 12   | 12   | 12   | 8     | 10   | 11   | 10   | 6    | 10   | 9    | 13    | 10   | 10  | 8    | 10   | Схід | 6    | 6    | 8    | 14   | 10    | 8    | 55   |
| 7        | Aston Martin       | 17   | 13   | Схід | 10    | 17†  | 15   | 14   | 16   | 12   | 11   | 17    | 11   | 11  | 11   | 14   | Схід | 8    | 12   | Схід | 15   | 11    | 10   | 55   |
| 8        | Haas               | 5    | 9    | 13   | 98    | 15   | 14   | Схід | 14   | 17   | 8    | 6     | 15   | 14  | 16   | 13   | 12   | 12   | 14   | 9    | 16   | 13    | 16   | 37   |
| 8        | Haas               | 11   | Т    | 14   | 17    | 16†  | 17   | Схід | Схід | Схід | 10   | 87    | Схід | 16  | 17   | 15   | 16   | 13   | 17   | 15   | 17   | Схід8 | 17   | 37   |
| 9        | AlphaTauri         | 8    | 8    | 9    | 7     | 12   | 10   | 11   | 5    | 14   | 14   | 15    | 12   | 12  | 9    | 11   | 8    | 10   | 13   | 10   | 11   | 14    | 11   | 35   |
| 9        | AlphaTauri         | Схід | НС   | 15   | 12    | Схід | 13   | 17   | 13   | Схід | Схід | 16    | Схід | 19  | 13   | Схід | 14   | Схід | 18   | 14   | Схід | 17    | 14   | 35   |
| 10       | Williams           | 13   | 14   | 10   | 11    | 9    | 16   | Схід | 12   | 13   | 12   | 12    | 13   | 17  | 10   | 12   | 9    | Схід | 9    | 13   | 12   | 15    | 13   | 8    |
| 10       | Williams           | 16   | Схід | 16   | 16    | 14   | 18   | 15   | 15   | 16   | Схід | Схід  | Схід | 18  | 18   | 18   | 15   | Схід | Схід | 17   | 18   | 16    | 19   | 8    |
| Поз.     | Конструктор        | БАХ  | САУ  | АВС  | ЕМІ   | МАЯ  | ІСП  | МОН  | АЗЕ  | КАН  | ВЕЛ  | АВТ   | ФРА  | УГО | БЕЛ  | НІД  | ІТА  | СІН  | ЯПО  | США  | МЕХ  | САП   | АБУ  | Очки |
| Джерело: |                    |      |      |      |       |      |      |      |      |      |      |       |      |     |      |      |      |      |      |      |      |       |      |      |

| Приклад                  | Опис                                                              |
| ------------------------ | ----------------------------------------------------------------- |
| 1                        | Переможець                                                        |
| 2                        | Друге місце                                                       |
| 3                        | Третє місце                                                       |
| 5                        | Фінішував у очковій зоні                                          |
| 12                       | Фінішував поза очковою зоною                                      |
| НКЛ                      | Фінішував, але не класифікований                                  |
| Схід                     | Не фінішував і не класифікований                                  |
| НКВ                      | Не кваліфікований                                                 |
| НПКВ                     | Не передкваліфікований                                            |
| ДСК                      | Дискваліфікований                                                 |
| тест                     | Тестер по п'ятницях                                               |
| НС                       | Брав участь у Гран-прі як бойовий пілот, але не стартував у гонці |
| Т                        | Травмований чи хворий                                             |
| Викл                     | Виключений із протоколу                                           |
| Від                      | Відмова від участі                                                |
| НТР                      | Не брав участі в тренуваннях                                      |
| НПР                      | Не прибув на Гран-прі                                             |
| С                        | Гонка скасована                                                   |
|                          | Не брав участі                                                    |
| Жирний шрифт             | Поул-позиція                                                      |
| Курсив                   | Найшвидше коло                                                    |
| Числоу верхньому індексі | Позиція в спринті, що передбачає нарахування очок                 |

Примітки:
- — Пілоти, що не фінішували на гран-прі, але були класифіковані, оскільки подолали понад 90 % дистанції.

## Виноски
1. ↑  Спринт кваліфікації відбудуться на Гран-прі Емілії-Романьї, Австрії та Сан-Паулу.[50]